# Бегов, Омар Омарович
Омар Омарович Бегов (2 марта 1939 года в с. Гочада Дагестанской АССР, СССР — 14 апреля 2020 года г. Махачкала, Дагестан, Россия) — российский политический и общественный деятель, депутат Государственной Думы Федерального Собрания Российской Федерации I созыва, председатель Совета старейшин города Махачкалы.

## Биография
В 1960 году получил специальность фельдшера окончив Медицинское училище. В 1971 году получил высшее образование на юридическом факультете Ташкентского государственного университета, в 1978 году заочно получил второе высшее образование на торгово-экономическом факультете Дагестанского государственного университета.
С 1962 по 1965 год работал в железнодорожной больнице в Коми АССР фельдшером. С 1966 по 1983 год работал в ресторанах города Махачкалы в должности директора. С 1983 по 1993 год работал в объединении железнодорожных ресторанов Махачкалинского отделения Северо-Кавказской железной дороги генеральным директором.
В 1993 году избран депутатом Государственной думы I созыва, был заместителем председателя комитета по организации работы Государственной думы.
С 1993 по 1995 год являлся членом Центрального исполнительного комитета КПРФ. В 1995 году избран съездом КПРФ членом Центральной контрольно-ревизионной комиссии КПРФ. В 1999 году работал в Аппарате Государственной Думы начальником отдела управления документационного обеспечения.  
В 1999 году участвовал в выборах в Государственную думу III созыва от избирательного блока «Сталинский блок - За СССР». В 2000 году возглавил Всероссийское патриотическое политическое общественное движение по изучению наследия И. В. Сталина. В 2002 году стал председателем партии «Интернациональная Россия».  
С 2012 года был председателем Совета старейшин Махачкалы. Скончался 14 апреля 2020 года в Махачкале. 

## Награды и звания
- Орден «Знак Почёта»[5]
- Почётный железнодорожник СССР
- Заслуженный работник торговли РФ
- Почётный гражданин г. Хасавюрта[2]
- Почётное звание «Народный Герой Дагестана»[5]